# Kasuár přílbový
Kasuár přílbový či kasuár jižní (Casuarius casuarius) je velký pták a typický představitel rodu Casuarius, který obývá tropické deštné lesy v severovýchodní Austrálii, východní Indonésii, na Nové Guineji a na ostrovech Aru a Seram. Patří také k mnoha ptákům, které popsal v 18. století zoolog Carl Linné ve své práci Systema Naturae.

## Popis

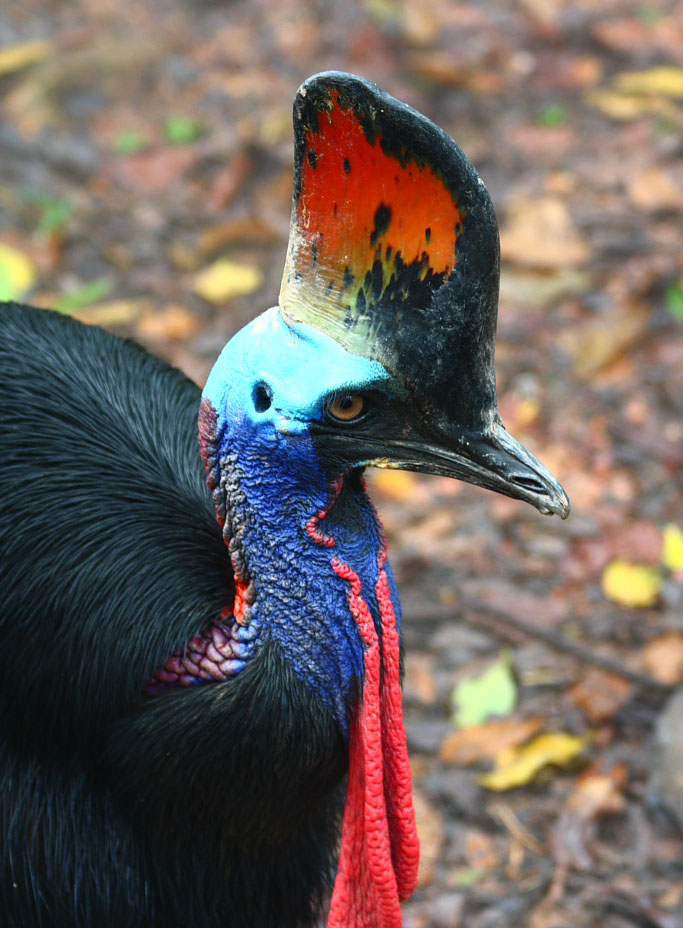
Detail hlavy

Kasuár je svým vzhledem zřejmě nejpodobnější svým předkům z celého řádu běžců. Je to nelétavý pták s tvrdým a tuhým peřím, které ho chrání v hustém porostu v pralesech. Nejnápadnějším znakem je však jeho většinou hnědá „přilbice“, podle které získal i český název a kterou používá k rozrážení hustých porostů pralesů, ale také s její pomocí vydolovávají potravu. Nápadná je i jeho modrá tvář a krk, červený zátylek a dlouhé kožovité přívěsky, které jsou zbarveny červeně. Křídla jsou redukovaná do podoby ostrých ostruh, zakrněla během vývoje. Zato má krátké a dost silné nohy s ostrými drápy, které fungují doslova jako dýky. Pokud je kasuár zahnán do úzkých či se cítí ohrožen, vyskočí a drápy může způsobit vážná zranění i lidem, smrtelná jsou však tato zranění jen ojediněle. Peří se u samic i samců liší, ale samice je mohutnější a má větší a delší helmici. Nedospělý pták má prosté hnědé peří.
Kasuár přílbový je největší zástupce čeledi kasuárovitých a druhý nejtěžší pták na světě, jehož hmotnost se nejčastěji pohybuje pro samice okolo 58 kg pro samce okolo 30 kg. Délka těla může dosáhnout až 1,5 m.

## Způsob života a ochrana
Kasuár přílbový je převážně býložravec, který při hledání potravy natáhne hlavu a přílbou si razí cestu hustým pralesem, kde hledá semena, spadlé plody stromů nebo bobule, příležitostně také larvy hmyzu či drobné savce.

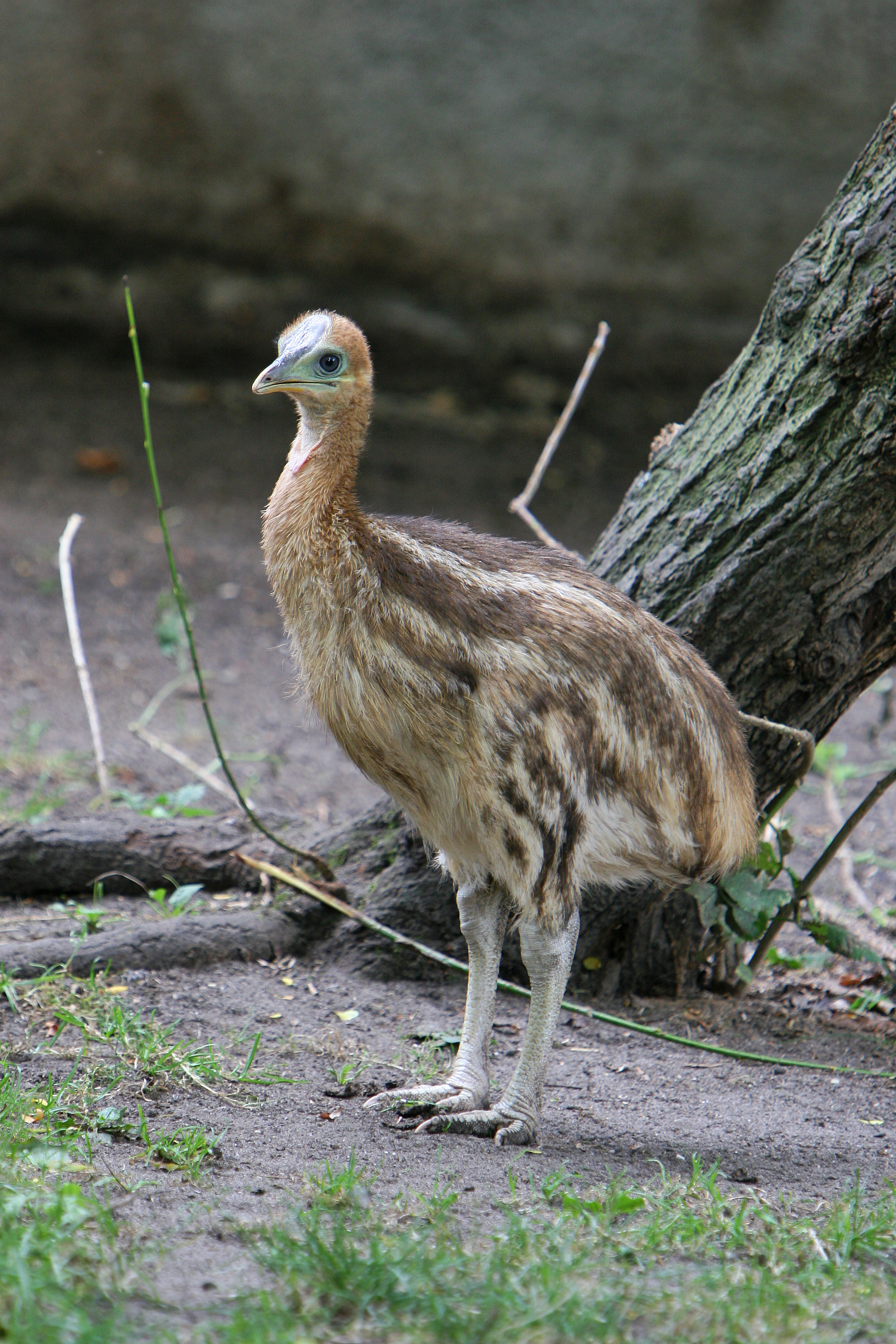
Kuře kasuára přílbového

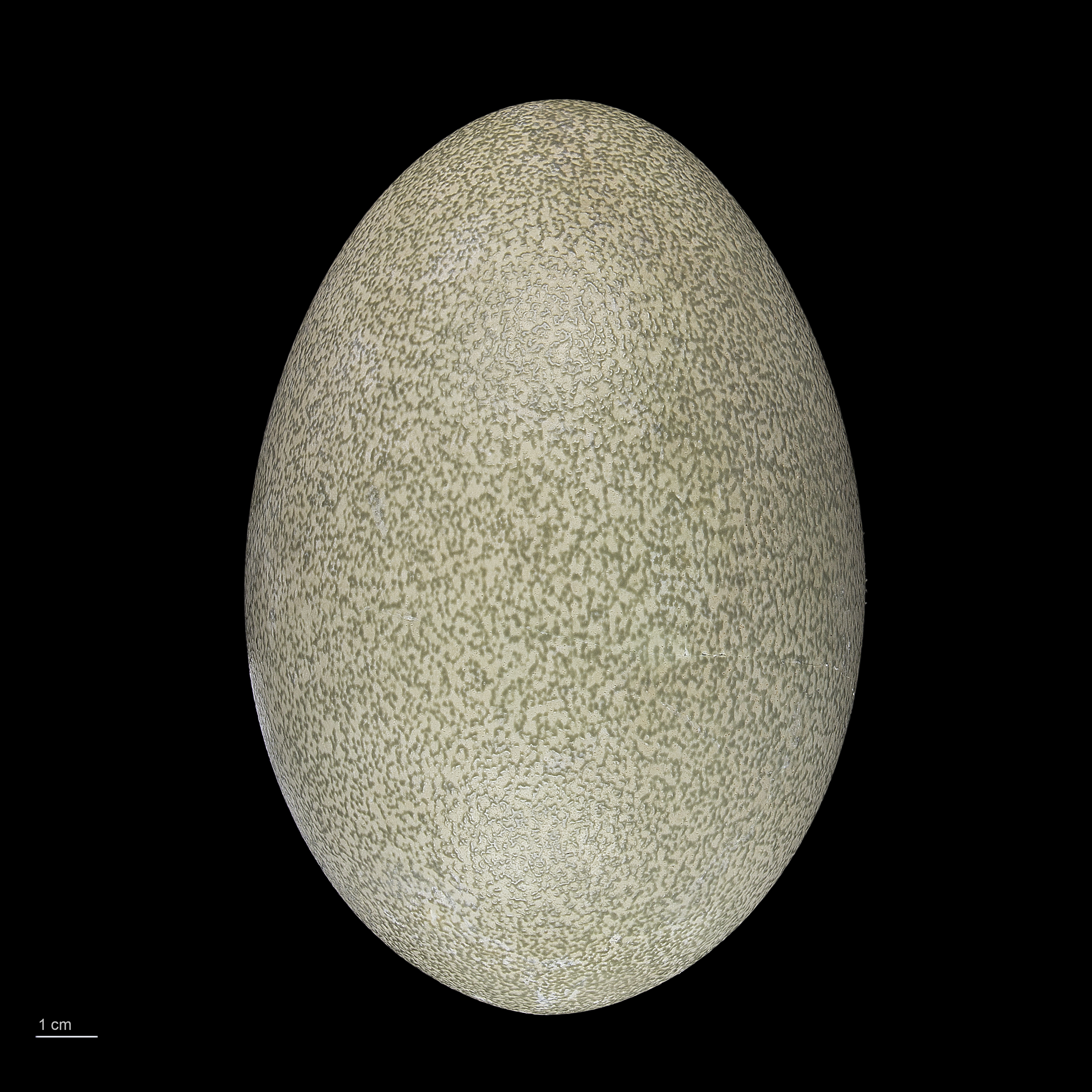
Vejce kasuára přílbového

Většinu roku žije tento pták samotářsky a s opačným pohlavím se setkává až v období rozmnožování, které trvá od června do října a při kterém samci zaberou teritorium o rozloze 1–5 km čtverečních. Samec si své teritorium důkladně hlídá a pokud by do něho vstoupil jiný nevítaný samec, ihned se pustí do velice agresivního boje. Samci postaví z listů a travin velké hnízdo umístěné na zemi. To mívá 5–10 cm na výšku a až 100 cm na šířku. Tato hnízda staví převážně ve vysoké trávě, pod keřem nebo v jiném úkrytu, aby nebyli tak nápadní a nestali se snadnou kořistí svých predátorů. Samice do něj po spáření snese 3–6 velkých vajec, které měří zhruba 138 mm × 95 mm. Vejce jsou nejprve hráškově zelená a spolu s časem začnou blednout. Samice se mohou za rok i třikrát spářit, o vejce se nestará, sedí na nich samec, a to cca 40 dní. Vylíhlá mláďata jsou pruhovaná, postupem času rezavá s malým náznakem přílbice. Mláďata dospívají ve věku 2,5–3,5 let, kdy získávají podobu dospělce a v přírodě se mohou dožít i 18, vzácněji 20 let, v zajetí podstatně více. Kasuáři jsou také zdatnými plavci.
Dříve býval kasuár poměrně běžným druhem ve své lokalitě rozšíření, ale dnes tomu kvůli narůstajícímu lovu, dopravě, ale hlavně kvůli vysokému plenění jejich přirozeného biotopu zdaleka již není. Počet kasuárů přílbových ve volné přírodě se odhaduje na více než 10 000 jedinců a v lidské péči se chová zhruba necelých 300 jedinců . V současné době se počet jedinců v jednotlivých oblastech, kde žije, výrazně liší, ale všeobecně je v Červeném seznamu IUCN ohodnocen jako zranitelný druh .

## Poddruhy

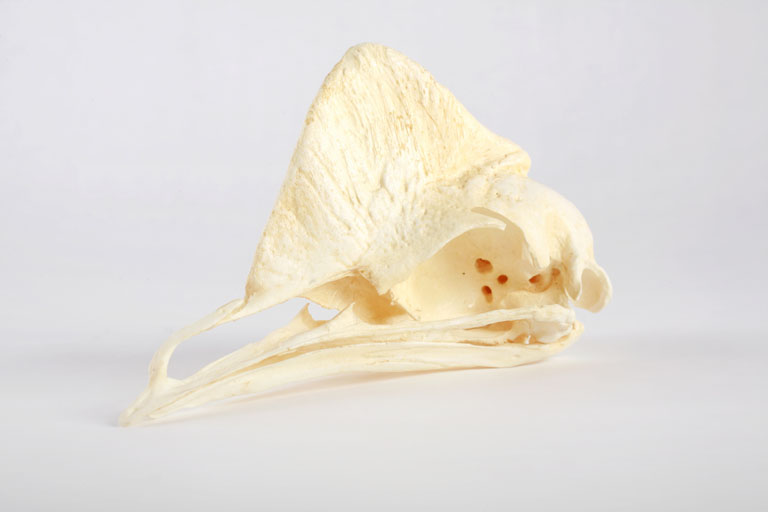
Lebka Casuarius casuarius, ve sbírce Muzea dětské Indianapolis.

- C. c. aruensis
- C. c. bicarunculatus
- C. c. bistriatus
- C. c. casuarius
- C. c. johnsonni
- C. c. lateralis
- C. c. sclaterii
- C. c. tricarunculatus
- C. c. violicollis[zdroj?]

## Chov v zoo
Tento druh je chován ve více než 60 evropských zoo. V Česku jsou kasuáři přílboví k vidění ve třech zoo:
- Zoo Jihlava
- Zoo Praha
- Zoo Zlín

V minulosti byl kasuár přílbový chován rovněž v Zoo Brno, Zoo Děčín, Zoo Chleby, Zoo Liberec a Zoo Ústí nad Labem. První odchov na území někdejšího Československa si připsala Zoo Praha (1998). Do odchovu kasuára v Zoo Zlín v roce 2017 byla pražská zoo dokonce dlouhodobě jediná z českých a slovenských zoo, které se podařilo tento druh odchovat. Na Slovensku je chován v Zoo Bojnice a také v Malkia Parku. V minulosti byl chován také v Zoo Bratislava. 

### Chov v Zoo Praha
První kasuár se do Zoo Praha dostal v roce 1954. Od té doby jich zahradou prošlo hned několik. V roce 1989 došlo k významnému příchodu díky samci Kašíkovi (narozen 1987 v Zoo Edinburgh). O dva roky později ho doplnila samice Káča (původem z volné přírody, přišla však ze Zoo Bratislava). Právě tento pár, který žije v zoo i nyní, se postaral o založení úspěšného chovu. Odchov kasuárů je velkou vzácností. První odchov v dějinách českých i slovenských zoo byl zaznamenán v roce 1998 (vylíhnutí konkrétně 11. 5.). V letech 1994–1998 přitom samice snesla 23 vajec, z nichž 19 bylo oplozených. Teprve až poslední vejce ze snůšky v roce 1998 přineslo úspěch. O to větší, že se v letech 1997 a 1998 odchovy podařily kromě Zoo Praha už jen třem evropským zoo (nizozemskému Vogelparku Avifauna v Alphenu, kde vedou evropskou plemennou knihu, španělské Zoo Madrid a britské Zoo Paignton). Úspěšné odchovy od té doby následovaly ještě tři. Hned v roce 1999 se podařilo odchovat rovnou dvě mláďata – následně umístěna do Zoo Brno, resp. Zoo Alma-Ata – a následně po desetileté pauze v roce 2009. Další mládě se vylíhlo v roce 2012, ale nepodařilo se odchovat.
Jelikož se u kasuárů stará o mláďata samec, stal se právě Kašík jednou z tváří reklamní kampaně Seznamte se!, která se snažila představit významné zvířecí "celebrity" pražské zoo.
Expozice kasuárů navazuje na areál někdejší usedlosti Černohouska s kavárnou poblíž horní stanice lanovky v horní části zoo. Jedná se o samotářský druh, a tak mají samec i samice samostatné výběhy.